# Samfälligheten för Nordisk Sed
Samfälligheten för Nordisk Sed är ett registrerat trossamfund för utövare av nordisk sed. Samfundet är en mötesplats för människor med hednisk tro och är öppet för de som bekänner sig till den nordiska seden.
Samfälligheten firar hedniska högtider, genomför bröllop, begravningar och bedriver själavård. Organisationen är ett renodlat trossamfund som enbart ägnar sig åt religiös verksamhet. Den har sitt säte i Uppsala och är verksam i hela landet.

## Historia
Organisationen bildades 12 oktober 1997 vid ett riksmöte i Sollentuna och blev ett Registrerat trossamfund 14 mars 2000. Man bildades utifrån ett samarbete mellan flera lokala samfund, så kallade gäll, och Nätverket för nordisk sed.
De ursprungliga organisationerna upplöstes och man införde ett formellt medlemskap 1999. Vid denna tid hade man ett femtiotal medlemmar . Genom åren har medlemstalen varierat och nu[när?] uppger man sig ha några hundra medlemmar. Efter att ha arbetat med en organisation förberedd för tusentals medlemmar så omorganiserades Samfälligheten 2007 till en plattare, billigare och mer lättarbetad organisation.
Skåne gäll var en avdelning verksam i Sydsverige.

## Religion
Samfälligheten använder begreppen nordisk sed och hedendom för att beskriva sin religion. Man utövar en levande tradition av folkliga seder och tror på hednisk folktro. Med hednisk menar man ickekristet, och även om man menar att folktron härstammar från fornnordisk religion så har man inget större intresse för historia. Man ställer sig till exempel skeptisk till att asatro funnits som historisk företeelse utan ser det som ett nationalromantiskt påfund. Man ser därför inte någon likhet mellan sin religion och modern asatro och man önskar inte bli sammanblandad med nyandliga rörelser. Några anhängare av modern asatro betraktar trots detta Samfälligheten som ett samfund för asatro.
Man lägger betoning på levande traditioner och betraktar enbart det som förekommer i levande tradition som en del av religionen. Däremot accepterar man att den religionen till viss del kan organiseras i ett trossamfund. Man tror på folktroväsen så som alver, tomtar, Tor och Oden. När det gäller synen på nordisk mytologi håller man alltså fast vid de nutida folkliga föreställningarna och bryr sig inte om hur man trodde tidigare. Man använder till exempel inte ordet asar, utan man använder ordet "Makterna" för att tala om sina gudar. Makterna omtalas normalt inte med namn.
De högtider man firar hänger samman med odlingsåret och inkluderar jul och midsommar. Vid högtiden finns inte någon formell ritförrättare.